# 洋县
33°13′N 107°32′E / 33.217°N 107.533°E
洋县是中华人民共和国陕西省汉中市下属的一个县，位于陕西省西南部，汉江上游。县人民政府驻洋州街道，西距汉中市中心56公里。区域总面积为3,195.81平方公里。洋縣方言属于中原官话秦陇片之汉中话类关中话，发音类似中原官话下的关中话，但同时受周边西南官话的影响，语调也趋于婉转，属汉中方言中的特殊地带。

## 歷史沿革
- 洋县的最早人类活动遗迹可追溯至7000多年前的新石器時期。
- 先秦时代属梁州、雍州管辖，在之后一段时间由蜀管辖，后纳入秦国不久后属汉中郡的成固县。
- 三国时期，蜀汉在县东北部设立汉中郡下辖的兴势县，244年曹魏对蜀汉的一场失败的征討兴势之战。战斗发生地在今陕西洋县北面的兴势山，为今长青自然保护区的一部分。
- 晉以前為城固縣轄地。西晉泰始三年（267），始在境內置興道縣、黃金縣。其後，時局多變，郡縣頻設。
- 唐乾元元年（758）起為洋州州治所在地。
- 元代至元二十年（1286）划入陕西等处行中书省。
- 明洪武三年（1370）改洋州為洋縣，属陕西承宣布政使司汉中府。
- 中華民國元年2月10日，洋縣城各界懸掛“漢”字白旗，鳴炮祝賀反正。3月，縣城始設警察事務所。警察上街，強剪男子髮辮，以示擁護新政，終結清朝及君主制。
- 中華民國二年（1913），廢府設道，洋縣屬漢中道。十七年（1928）撤道，行省、縣制，洋縣屬陝西省政府。
- 中華民國三十八年（1949）12月4日，洋縣行政變更[2]。
- 直至1961年9月，縣域前後共有七次變動，之後迄今，縣域再無變更。
- 自1949年12月以來，一直是漢中市（地區）的屬縣[3]。

## 行政区划
2011年7月7日，经再次撤乡并镇。
洋县下辖3个街道办事处、15个镇：
洋州街道、纸坊街道、戚氏街道、龙亭镇、谢村镇、马畅镇、溢水镇、磨子桥镇、黄家营镇、黄安镇、黄金峡镇、槐树关镇、金水镇、华阳镇、茅坪镇、八里关镇、桑溪镇和关帝镇。

## 人口
根据2020年末，根據第七次全国人口普查结果顯示：洋县常住人口为345354人，常住人口数在汉中市11个县级行政区中排第4位。 全县常住人口与2010年第六次全国人口普查的383981人相比，十年共减少38627人，下降10.05%。

## 地理

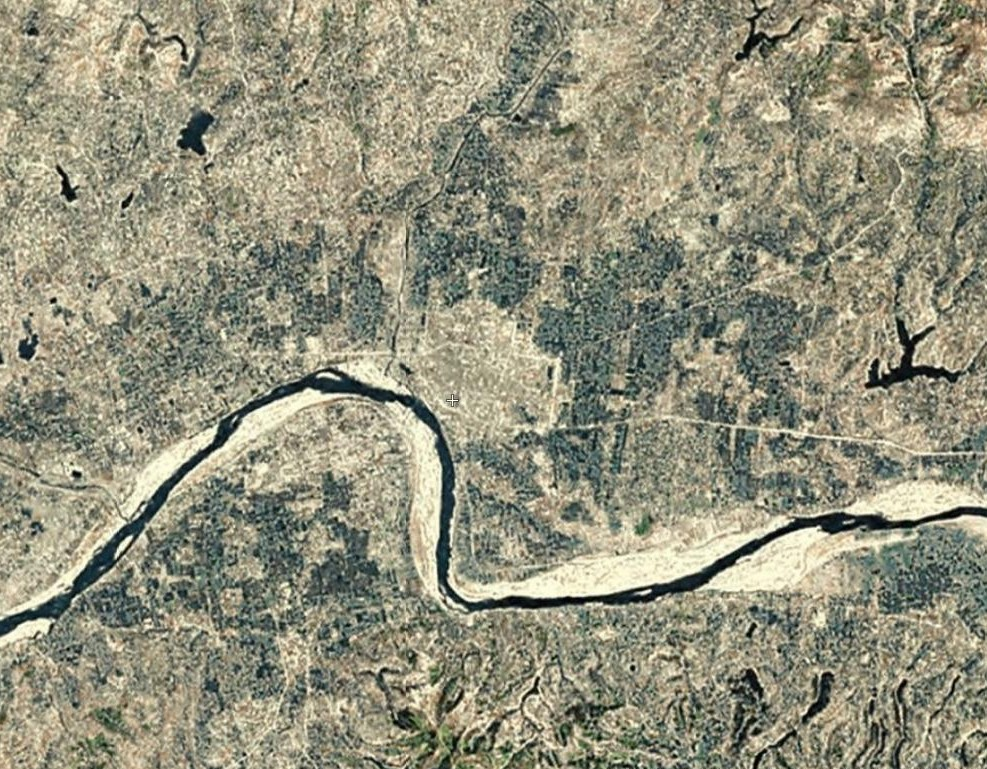
洋縣城區周邊衛星照片，屬漢中盆地之東部，全縣人口聚居區，漢江明顯可見，來自NASA

### 地形地势
洋縣全境地势以山地丘陵为主。北部属秦岭南坡，一般海拔1000-2000米，昏人坪梁兴隆岭海拔3071米，为全县海拔最高点。中部属汉中盆地，海拔500米以下为沖積平原，地势低平；500-600米之间为波状地形。黄金峡镇白沙渡海拔389米，为全县海拔最低点。南部为花岗岩丘陵，海拔600-800米。

### 气候
地跨凉亚热带与暖温带，年平均气温14.6℃，年降水量约800毫米。氣候属北亚热带内陆性季风气候，境内四季分明，光照充足，气候温和湿润。根据气候分布的水平差异和垂直差异，全县分为5个气候地带，汉江平川地带为北亚热带沿汉江平坦湿润气候，巴山丘陵地带为北亚热带巴山丘陵湿润气候，秦岭南丘陵地带属北亚热带秦岭丘陵半湿润气候，秦巴低山丘陵地带为秦巴低山丘陵半湿润过渡性气候，秦岭中山地带为秦岭中山暖温带湿润气候。

### 河流
汉江是长江最大支流，横贯全境，境内流长87千米，在东段由于曲流深切，形成著名的汉江黄金峡。清代康熙年间洋县知县邹溶所作的《黄金峡赋》是对汉江黄金峡集文学、科学价值为一体的描写。湑水河在流经洋县时与汉江交汇，其较大的支流有溢水河、灙水河、酉水河、金水河、沙河、桃溪河等。县内有沙河水库与谠河水库。
- 站在城固縣桔園東望湑河
- 沙河水庫（洋縣金沙湖風景區）
- 沙河磨子橋段

## 交通
古代該地作為來往於關中平原與成都平原、四川盆地的南北關鍵交通要道，蜀道之儻駱道、子午道在今洋縣境內。

### 鐵路

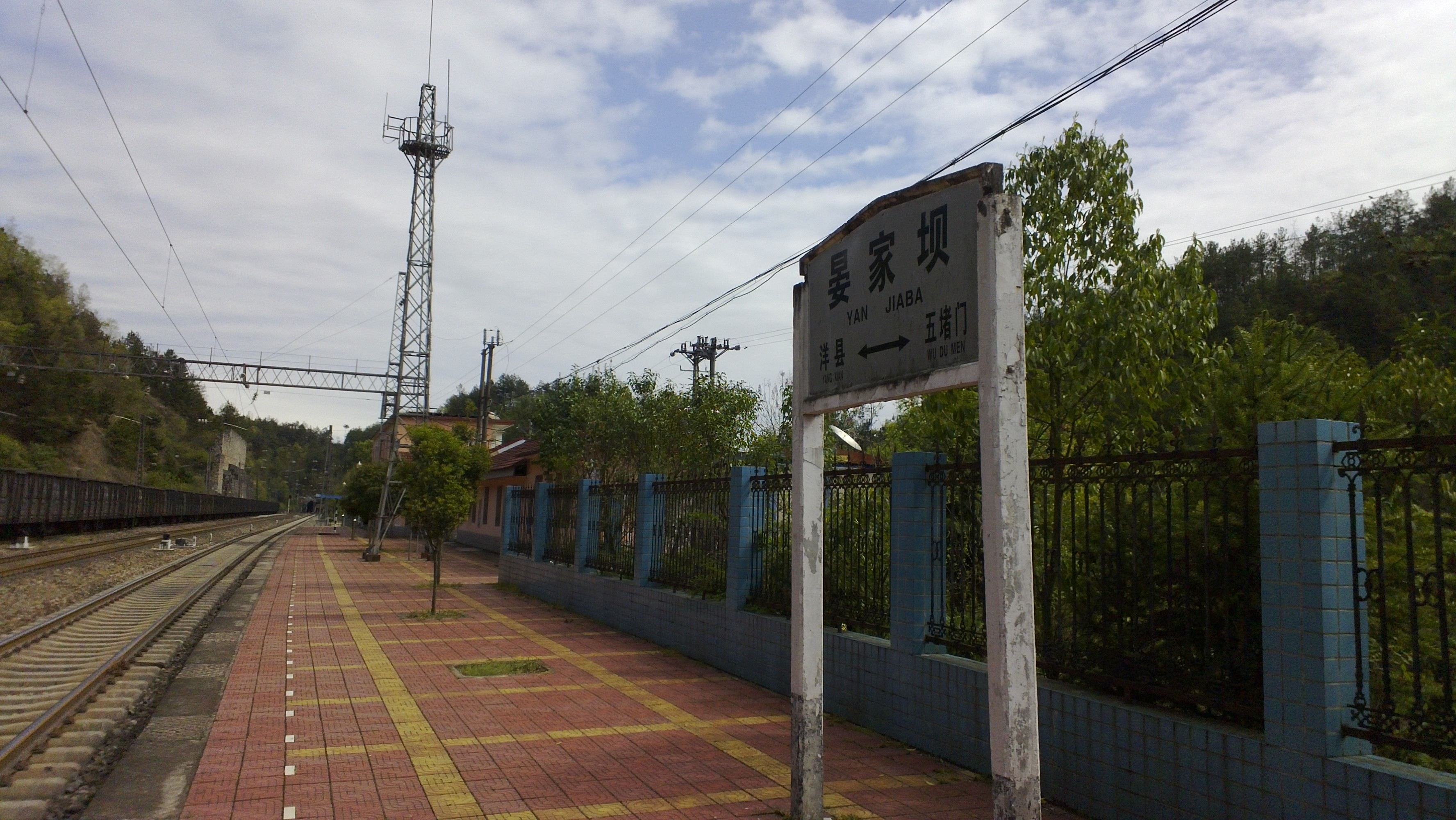
陽安鐵路在洋縣行政管轄境內的晏家壩站

- 陽安鐵路途經洋縣西南部，在洋縣境內設有兩座車站，分別為洋縣站與晏家壩站。洋县站在第六次提速后已不办理客运业务，位於磨子橋鎮晏家壩村的晏家壩站因該地偏遠仍有客運業務（僅限每日一往返次）。
- 西成客运专线設有洋縣西站，位於戚氏街道竹園村。已于2017年12月6日正式開通。

### 公路
- 108国道、 345国道横穿全境。
- 京昆高速公路西漢段横穿全境。

## 旅遊
- 洋縣開明寺塔
- 洋縣城隍廟
- 洋縣良馬寺覺皇殿
- 修建於20世紀八十年代的古洋州牌坊
- 洋县梨园景区俯瞰洋县县城

- 蔡伦墓（蔡伦），位于县城以东10公里的龍亭鎮。
- 智果寺，位於洋縣謝村鎮智果村，現為國家級文物保護單位。
- 唐安公主墓遺址，位於馬暢鎮。
- 良馬寺覺皇殿，位于县城西的湑水鄉（已併入謝村鎮），洋县火车站西150米。抗日戰爭期間，時任教育部部長的陳立夫先生來在此辦學的國立七中第二分校演講、勉勵諸師生抗戰救國。为1956年设為陝西省文物保護單位。現為全國重點文物保護單位。
- 青山观，又名青武山，位于巴山北麓、汉水南岸的洋县石关乡（現已併入磨子橋鎮）境内，距洋县县城28公里，距西乡县城28公里，其山海拔747米，山势险峻陡峭。青山观主殿始建于元成宗大德八年（西元1304年），距今将近八百年历史。山上建有关公殿、娘娘殿、财神殿、观音殿、灵官殿、药王洞和祖师殿。山顶有明朝万历元年（西元1573）修建的青武观。山上现存有八殿两碑一亭。
- 华阳三台寺始建于东汉末年，是陕西当地的著名寺院，清末毁于匪患，2013年时在原三台寺的旧址上修复了山门、天王殿、大雄宝殿、罗汉堂，并在寺庙两边修建了两条长廊，其长廊大殿内供奉的佛像全部为缅甸进口的金丝楠木的树根雕塑而成。其中五百罗汉堂位于原华阳三台寺旧址，按照明清建筑风格建设，面积达148741平方米，是目前中国最大的五百罗汉堂。最高的释迦牟尼雕像高6.6米，由黄金樟木树根整料雕刻而成。
- 汤家庵千佛洞：是陕西省文物保护单位。
- 兴势之战古战场，是三国时期的西元244年曹魏对敌国蜀汉的一场失败的入侵。战斗发生地在今陕西洋县北面的兴势山，为今长青自然保护区的一部分。
- 长青自然保护区，三国时期的兴势之战古战场也在此保护区内。

## 自然資源與特產

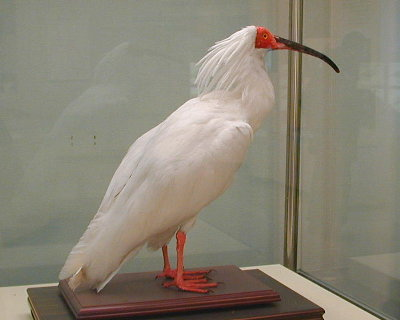
朱鹮曾經一度頻率滅絕，公元1981年在洋縣發現，并得到保護，種群規模逐步增長，此為日本製作的朱鹮標本。

境内有长青国家级自然保护区和朱鹮国家级自然保护区。
农作物以水稻、小麦和油菜为主。植被类型随海拔从低到高分布有常绿阔叶林、阔叶混交林、针阔混交林、针叶林、亚高山草甸。共有乔木树种321种，其中国家重点保护植物有铁杉、秦岭冷杉、巴山冷杉、红豆杉、银杏、香樟等。动物有兽类60多种, 鸟类250余种, 两栖爬行动物20多种, 鱼类18种，其中包括国家一级重点保护野生动物大熊猫、川金丝猴、秦岭羚牛和朱鹮。
特产有：
- 洋县风毛菊（学名：Saussurea kungii）为菊科风毛菊属的植物，为中国的特有植物，分布在洋县。
- 世界珍稀鸟类朱鹮在中国唯一的栖息地，另有大熊猫（秦嶺大熊貓 ）、金丝猴、羚牛等珍稀动物，集中分布在华阳深山和酉水地区。
- 谢村黄酒，出自本县，颇有名声。
- 洋县黑米、洋县红米：中国地理标志产品。

## 影视产业
2014年底中國大陸電視劇《滿倉進城》，反映文革期間的知青下鄉，其中有大量取景來自洋縣北部山區的華陽鎮。
2014年底中國大陸電影《桔子的天空》演绎了空巢老人和留守儿童家庭在生活中遇到的困难。取景完全來自洋縣北部山區的華陽鎮。

## 教育

### 小學
- 洋县青年路小学
- 洋县南街小学
- 洋县城南小学
- 洋县城西小学
- 洋县城北小学
- 洋县书院小学

### 初級中學
- 洋县书院初中，其前身“洋州书院”，建于大清乾隆二十二年(1757年)，校址位于书院街5号（占地15亩），大清光绪三十二年（1906年），改为新式学堂。2010年秋季迁至洋县城东朱鹮梨园景区脚下，仍为单设初中，有近60个教学班，学生近乎4000人，教职工200余人，校园占地面积150亩。

### 高級中學
- 洋县中学，创建于民国十八年（1929年），始为洋县县立初级中学，抗战爆发后的民国二十七年（1938年），西安中学和西安一中迁来洋县，与洋县县立初级中学同址办学，民国二十九年（1940年）,西安中学迁走后，西安一中仍留洋县，并招收陕南学生，民国三十一年（1942年）名为“陕西省立洋县中学”，简称“省中”。民国三十八年（1949年）中共夺取大陆政权后，陕西省立洋县中学为其所接收，洋县人民政府更名为“陕西省洋县中学”。民国五十年（1961年）更名为“洋县中学”，民国九十二年（2003年）1月被陕西省教育厅批准为省级重点中学。校园占地 50025平方米 ，建筑面积 19600 平方米 。
  - 现任校长白林显先生，1962年出生，中国共产党籍。1985年毕业于汉中师范学院（现陕西理工学院）生物系，中学高级生物教师，中国教育学会生物学教学研究员，汉中市教育学会生物教学研究会理事，洋县首届“十杰教师”，洋县政协十、十一届委员，汉中市政协第四届委员。先后十六次获得省、市、县各级表彰奖励，其中三次获得汉中市优秀教师荣誉称号。2003年12月洋县智果中学（抗战期间乃是国立七中二分校所在地）校长、2007年7月任洋县城关中学校长,2011年任洋县教体局副局长，2012年9月任洋县中学校长。
- 洋县第二高级中学，由洋县城关中学（1984年建校），和原洋县智果中学（前身为国立七中），于2011年底整合而成。
  - 现任校长翟钊先生，生于1966年11月，中国共产党籍，大学本科学历，中学高级教师，汉中市优秀教师，汉中市优秀校长。1990年7月从教，1995年任洋县华阳中学教导主任；1999年5月任华阳中学副校长兼党支部书记；2003年11月任洋县华阳中学校长兼党支部书记；2007年7月调任洋县中学副校长兼工会主席；2012年9月任洋县第二高级中学校长。

### 民辦學校
- 洋县实验学校，建校于2002年，一所寄宿制、小班化的民辦基础教育学校。
- 洋县华盛学校，创办于1989年，原为武术学校，兼授文化课，现在九年制民办学校，武术为其特色教育，2004年新建校舍，占地30余亩，现已增设幼稚园。该园2011年被确定为国家学前教育试点项目，采用中西结合教育方式的现代化幼稚园。聘任原西安交大幼儿园园长杜文静任名誉园长，原新加坡品格幼儿园园长卞曼任园长，原西安国际海伦幼儿园副园长兼行政部长彭文波任副园长。幼儿园将按照中西蒙台梭利幼儿园教育理念结合的方式进行教育和管理。

### 歷史上的學校
- 國立七中：抗日戰爭期间，以山西省籍为主的师生遷移本地，國民政府教育部組建国立七中，安置淪陷區和本地學生就讀。